# Apotheken-Urteil
Das Apotheken-Urteil ist eine Entscheidung des Bundesverfassungsgerichts (BVerfG) vom 11. Juni 1958. Es gilt in der deutschen Rechtswissenschaft als Grundsatzurteil zur Auslegung des in Art. 12 Grundgesetz gewährleisteten Grundrechts der Berufsfreiheit. Der Erste Senat nahm hier erstmals und richtungsweisend zu den Schranken der Berufsfreiheit und der Geltung des rechtsstaatlichen Verhältnismäßigkeitsprinzips bei ihrer Anwendung Stellung.

## Sachverhalt
Im Juli 1956 beantragte der approbierte Apotheker Karl-Heinz Röber bei der Regierung von Oberbayern, ihm die Betriebserlaubnis zur Eröffnung einer Apotheke in Traunreut zu erteilen. Der Antrag wurde jedoch aufgrund des Art. 3 Abs. 1 des bayerischen Gesetzes über das Apothekenwesen in der damals geltenden Fassung zurückgewiesen.

„(1) Für eine neuzuerrichtende Apotheke darf die Betriebserlaubnis nur erteilt werden, wenn
a) die Errichtung der Apotheke zur Sicherung der Versorgung der Bevölkerung mit Arzneimitteln im öffentlichen Interesse liegt und
b) anzunehmen ist, dass ihre wirtschaftliche Grundlage gesichert ist und durch sie die wirtschaftliche Grundlage der benachbarten Apotheken nicht soweit beeinträchtigt wird, dass die Voraussetzungen für den ordnungsgemäßen Apothekenbetrieb nicht mehr gewährleistet sind.
Mit der Erlaubnis kann die Auflage verbunden werden, die Apotheke im Interesse einer gleichmäßigen Arzneiversorgung in einer bestimmten Lage zu errichten.“

In der Begründung des ablehnenden Bescheides führte die Regierung Oberbayern aus, dass die Errichtung einer neuen Apotheke nicht im öffentlichen Interesse liege, da es in der damals etwa 6.000 Einwohner zählenden Stadt bereits eine Apotheke gebe und diese vorhandene Apotheke zur Versorgung der Bevölkerung mit Arzneimitteln völlig ausreiche. Außerdem sei die wirtschaftliche Grundlage der neuen Apotheke nicht gesichert, da eine Apotheke zur Sicherung ihrer Leistungsfähigkeit eine Zahl von etwa 7.000 Einwohnern benötige, welche in Traunreut schon durch die bestehende Apotheke versorgt seien. Zudem würde durch die Neuzulassung auch die wirtschaftliche Grundlage der bereits bestehenden Apotheke so weit beeinflusst, dass die Voraussetzungen für einen ordnungsmäßigen Apothekenbetrieb nicht mehr gewährleistet seien. Daneben wurde befürchtet, dass die freie Konkurrenz die wirtschaftlich schlecht fundierten Apotheken zu einem leichtfertigen Medikamentenverkauf ohne ärztliche Verschreibung verleiten könnte. Gegen diesen Bescheid ging der Apotheker auf dem Rechtsweg vor und reichte schließlich eine Verfassungsbeschwerde beim Bundesverfassungsgericht ein.

## Zusammenfassung des Urteils
Das Bundesverfassungsgericht erklärte Art. 3 Abs. 1 des bayerischen Apothekengesetzes für nichtig, da darin ein Verstoß gegen die in Art. 12 Abs. 1 GG gewährleistete Berufsfreiheit liege. Die auf dieser Bestimmung beruhenden Bescheide der Regierung von Oberbayern verletzten daher das Grundrecht des Beschwerdeführers aus Art. 12 Abs. 1 GG und waren aufzuheben.

### Das einheitliche Grundrecht der Berufsfreiheit
Gemäß Art. 12 Abs. 1 Satz 2 GG kann die Berufsausübung durch Gesetz oder auf Grund eines Gesetzes geregelt werden. Ausdrücklich lässt sich insofern in dem Wortlaut der Norm keine Einschränkungsmöglichkeit für Eingriffe in die in Satz 1 gewährleistete Freiheit der Berufswahl erkennen. Obwohl der Wortlaut des Art. 12 Abs. 1 GG dabei eine Differenzierung zwischen der Berufswahl- und der Berufsausübungsfreiheit nahelegte, kam das Bundesverfassungsgericht zu der Ansicht, dass die Berufswahl- und der Berufsausübungsfreiheit nur zusammenhängende Elemente eines einheitlichen Grundrechts der Berufsfreiheit bilden, zwischen denen nicht scharf getrennt werden könne. Die Berufsfreiheit schützt daher die Berufswahlfreiheit- und die Berufsausübungsfreiheit als einheitliches Grundrecht. Als Konsequenz dieser Auslegung ergab sich, dass auch der Schranken- und Regelungsvorbehalt den gesamten Berufsbereich erfasst. Anders als der Wortlaut auf den ersten Blick annehmen ließe, können also auch Eingriffe in die Berufswahlfreiheit durch den Gesetzesvorbehalt gerechtfertigt sein.

### Die (Drei-)Stufentheorie
Als Maßstab für die Beurteilung der Vereinbarkeit von berufsbezogenen Regelungen mit der Berufsfreiheit hat der Erste Senat die sog. Dreistufentheorie entwickelt. Eingriffe in die Berufsfreiheit sind demnach in drei Stufen zu differenzieren: Sie können reine Berufsausübungsregelungen (1. Stufe), subjektive Zulassungsbeschränkungen (2. Stufe) oder objektive Zulassungsbeschränkungen (3. Stufe) darstellen. Die Anforderungen an die Rechtfertigung des Eingriffs hängen von der jeweiligen Stufe ab.
1. Als Berufsausübungsregelungen bezeichnet man inhaltliche Regelungen bezüglich der Art und Weise der Berufsausübung („Wie“). Sie sind gerechtfertigt, soweit vernünftige Erwägungen des Gemeinwohls sie zweckmäßig erscheinen lassen.
2. Die Regelung subjektiver Voraussetzungen der Berufsaufnahme sieht das Bundesverfassungsgericht als einen Teil der rechtlichen Ordnung eines Berufsbildes an. Eine solche Beschränkung legitimiere sich schon daher, dass viele Berufe bestimmte, nur durch theoretische und praktische Schulung erwerbbare technische Kenntnisse und Fertigkeiten (im weiteren Sinn) erfordern und dass die Ausübung dieser Berufe ohne solche Kenntnisse entweder unmöglich oder unsachgemäß wäre oder aber Schäden, ja Gefahren für die Allgemeinheit mit sich bringen würde. Daher sind derartige sog. subjektive Zulassungsbedingungen zum Schutze wichtiger Gemeinschaftsgüter zulässig.
3. An objektive Zulassungsbedingungen stellte jedoch das Bundesverfassungsgericht nochmals höhere Anforderungen. Da diese Beschränkungen von den persönlichen Eigenschaften des Grundrechtsinhabers unabhängig sind und ihre Erfüllung dem Einzelnen schlechthin entzogen ist, sind an sie strengste Anforderungen zu stellen. Sie sind nur zulässig, sofern sie zur Abwehr nachweisbarer oder höchstwahrscheinlicher schwerer Gefahren für ein überragend wichtiges Gemeinschaftsgut zwingend geboten sind.

Aus Gründen der Verhältnismäßigkeit muss der Gesetzgeber die Eingriffe in die Berufsfreiheit jeweils auf der „Stufe“ vornehmen, die den geringsten Eingriff in die Freiheit der Berufswahl mit sich bringt, und darf die nächste „Stufe“ erst dann betreten, wenn mit hoher Wahrscheinlichkeit dargetan werden kann, dass die befürchteten Gefahren mit (verfassungsmäßigen) Mitteln der vorausgehenden „Stufe“ nicht wirksam bekämpft werden können.
Die zur Prüfung stehende Norm des Art. 3 Abs. 1 des bayerischen Apothekengesetzes sah das Bundesverfassungsgericht als eine objektive Berufszulassungsregelung an, die den Voraussetzungen der Dreistufentheorie nicht entspricht. Die Volksgesundheit wäre zwar im Prinzip ein überragend wichtiges Gemeinschaftsgut, welches die Einführung objektiver Zulassungsregelungen rechtfertigen könnte. Das Bundesverfassungsgericht musste die Frage, ob es bei Wegfall der Niederlassungsbeschränkungen des bayerischen Apothekengesetzes zu einer unbegrenzten Vermehrung der Apotheken und zu einem ruinösen Konkurrenzkampf mit den damit verbundenen Gefahren für die Volksgesundheit kommen könnte, jedoch nach ausgiebiger Diskussion verneinen.

## Bedeutung und Folgen des Urteils
Das Ergebnis des Apothekenurteils ist aus heutiger Sicht kaum anzuzweifeln. Auch die dargelegte Dreistufentheorie wurde von der deutschen Staatsrechtslehre im Wesentlichen akzeptiert, obgleich ein Teil der Lehre auch Art. 12 GG immer noch an dem Prüfungsschema misst, das auch für die anderen Grundrechte verwandt wird. Das Apothekenurteil prägte trotzdem wesentlich die Auslegung des Grundrechts der Berufsfreiheit.